# Claudine Longet

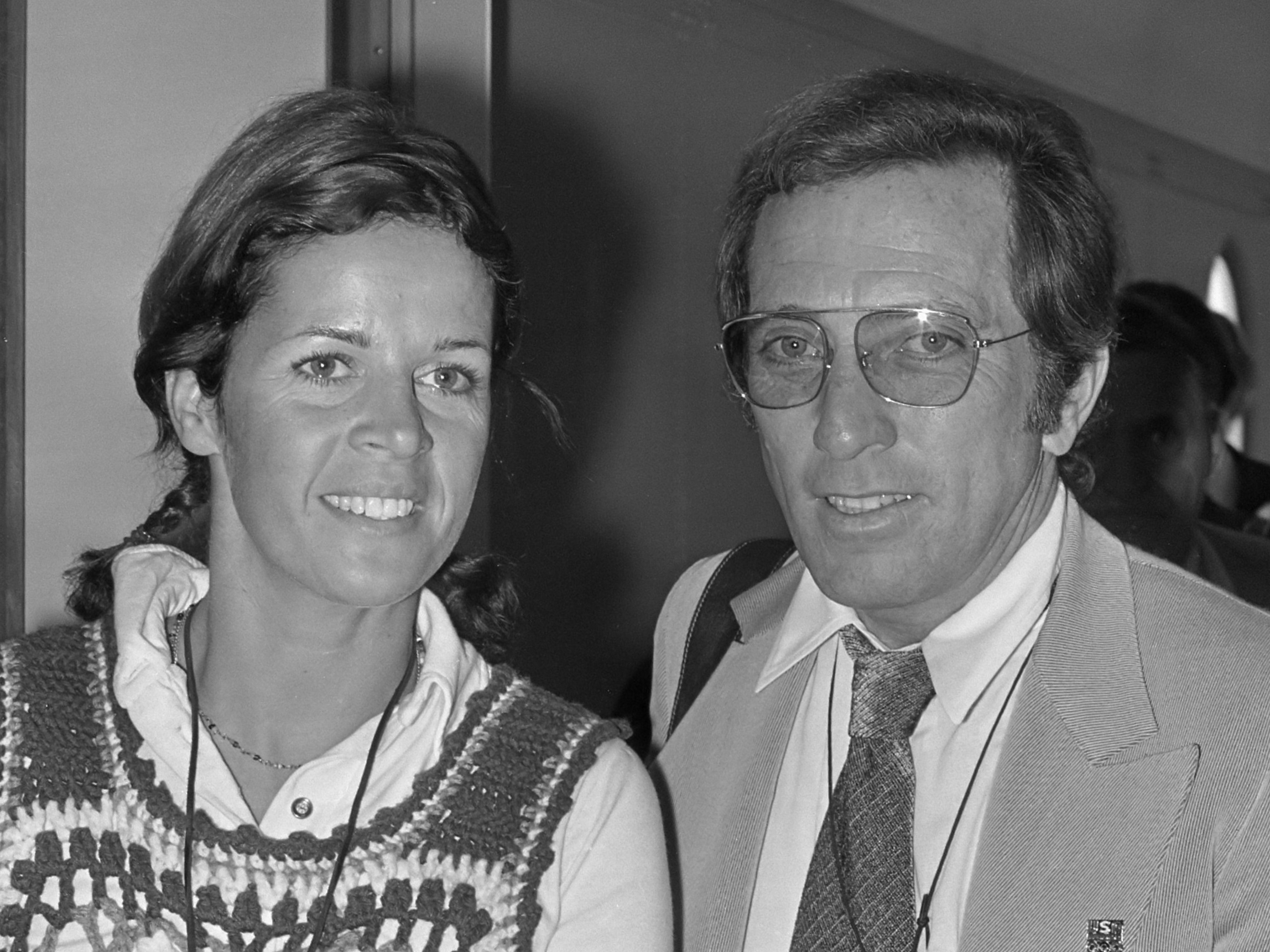
Claudine Longet und Andy Williams (1972)

Claudine Georgette Longet (* 29. Januar 1942 in Paris) ist eine französische ehemalige Sängerin und Schauspielerin, die in den 1960er Jahren an der Seite ihres damaligen Ehemanns Andy Williams zunächst im Fernsehen zu einiger Prominenz kam. Mit einer Reihe von Easy-Listening-Platten war sie auch unabhängig von ihrem Mann erfolgreich. Überschattet wurde ihre künstlerische Laufbahn im März 1976, als sie ihren damaligen Lebensgefährten, den Skistar Vladimir Sabich, erschoss.

## Leben
Nachdem sie im Alter von 18 Jahren in die USA gegangen war, arbeitete Longet zunächst als Showgirl bei der Folies Bergère Show in Las Vegas, wo sie ihrem späteren ersten Ehemann, dem Crooner Andy Williams, begegnete. Aus der Ehe mit Williams (1961–1975) gingen drei Kinder hervor.
Als Sängerin unterschrieb Longet 1966 einen Plattenvertrag beim Plattenlabel A&M, das zu diesem Zeitpunkt insbesondere im Bereich der Easy-Listening-Musik große Erfolge feierte. In diesem Stil veröffentlichte sie 1966 ihre Debüt-Single Meditation. Es folgten fünf Alben für A&M und einige Singles, von denen es vier in die Top 100 der US-Single-Charts schafften. Neun Mal wurde sie in den Easy-Listening-Charts von Billboard notiert. Hier war Hello, Hello (1967) auf Platz acht ihr größter Erfolg. Unter anderem produzierte Tommy LiPuma einen Teil ihrer Platten. Longets erfolgreichstes Album, ihr Debüt Claudine, verkaufte sich 500.000 Mal und wurde mit Gold ausgezeichnet. Dem Easy-Listening-Stil blieb sie mehr oder weniger bis zum Ende ihrer Plattenkarriere im Jahre 1974 treu. Zu diesem Zeitpunkt hatte sie zwei weitere Alben für das Label Barnaby eingespielt, das ihrem Mann Andy Williams gehörte. 1974 erschien dort mit Who Broke Your Heart And Made You Write That Song Longets letzte Single. Ein weiteres Album, Sugar Me, blieb zunächst unveröffentlicht und wurde erst 1993 in Japan veröffentlicht.
Ihre Schauspielerlaufbahn beschränkte sich – mit Ausnahme der Rolle der Michele Monet an der Seite von Peter Sellers in dem Blake-Edwards-Kinoerfolg Der Partyschreck (1968), in dem sie das Lied Nothing to Lose sang – weitgehend auf Fernsehfilme und -serien. Ihre letzte Rolle spielte sie 1975 in dem Fernsehfilm The Legendary Curse of the Hope Diamond.

## Der Kriminalfall
1974 zog Longet mit ihrem Lebensgefährten, dem Skirennläufer Vladimir „Spider“ Sabich, nach Aspen, Colorado, wo es am 21. März 1976 zu einem tödlichen Zwischenfall kam. Longet wurde unter dem Verdacht festgenommen, ihren Lebensgefährten erschossen zu haben, als dieser aus der Dusche kam und gerade dabei war sich anzuziehen. Im Prozess sagte Longet aus, dass die Waffe sich entlud, als Sabich ihr zeigte, wie diese funktionierte. Obwohl die Obduktion ergab, dass Sabich aus einem Abstand von ca. zwei Metern hinterrücks erschossen wurde, glaubte ihr das Gericht.
Ein schwerwiegender Fehler der Polizei von Aspen kam hinzu. Diese hatte sich Beweismaterial illegal angeeignet, sodass es vor Gericht nicht zu verwenden war. Es handelte sich zum einen um eine Blutprobe von Longet und zum anderen um ihr Tagebuch. Die Blutprobe enthielt Kokain, aus dem Tagebuch ergab sich der schlechte Stand der Beziehung. Auch wurde die Pistole nicht fachmännisch behandelt; sie war in ein Handtuch gewickelt worden und drei Tage lang verschwunden.
Der Prozess erhielt eine enorm hohe Aufmerksamkeit in der US-amerikanischen Presse. Longet wurde an jedem Prozesstag von ihrem Ex-Ehemann Andy Williams begleitet, der nicht nur fest an ihre Unschuld glaubte, sondern auch Jahrzehnte später noch eine Freundschaft mit ihr pflegte.
Die Jury sprach Longet vom Anklagepunkt Mord frei, befand sie jedoch der fahrlässigen Tötung für schuldig. Sie wurde zu 30 Tagen Gefängnis verurteilt. Nachdem sie die Strafe verbüßt hatte, fuhr sie mit ihrem Verteidiger Ron Austin in die Ferien, der dafür Frau und Kinder verließ. 1985 heiratete sie Austin. Das Paar lebt seither zurückgezogen in Aspen.
Nach dem Strafverfahren leitete die Familie Sabich ein Zivilverfahren ein, um Longet zu verklagen. Der Fall wurde schließlich außergerichtlich beigelegt, mit der Auflage, dass Longet niemals in der Öffentlichkeit über die fahrlässige Tötung oder die außergerichtliche Einigung spricht oder ein Buch schreiben würde.
Longet zog sich zwar nach dem Gerichtsverfahren völlig aus der Öffentlichkeit zurück, gab aber zweimal ihr selbstgewähltes Exil auf. 2003 war sie in einer Dokumentation über ihren Ex-Ehemann Andy Williams zu hören. Zwei Jahre später schrieb sie die Liner Notes zum Booklet der Compilation Hello, Hello: The Best of Claudine Longet, die 25 Aufnahmen ihrer Gesangskarriere enthält. Im ausführlichen biografischen Teil des Booklet findet sich kein Hinweis auf den Kriminalfall.

## Sonstiges
Der Fall Longet-Sabich wurde von der Musikgruppe The Rolling Stones in dem Titel Claudine aufgegriffen, der als Eröffnungstrack zu ihrem Album Emotional Rescue (1980) gedacht war, aus rechtlichen Gründen jedoch zurückgezogen wurde. Er erschien schließlich 2011 in einer Neubearbeitung des Albums Some Girls.

## Diskografie

### Alben
| Jahr | Titel Musiklabel Katalog-Nr. | Höchstplatzierung, Gesamtwochen, AuszeichnungChartsChartplatzierungen (Jahr, Titel, Musiklabel Katalog-Nr., Platzierungen, Wochen, Auszeichnungen, Anmerkungen) | Anmerkungen |
| Jahr | Titel Musiklabel Katalog-Nr. | US | Anmerkungen |
| ---- | ---------------------------- | --- | ----------- |
| 1967 | Claudine A&M SP 4121         | US11 Gold · (54 Wo.)US |             |
| 1967 | The Look of Love A&M SP 4129 | US33 (29 Wo.)US |             |
| 1968 | Love is Blue A&M SP 4142     | US29 (21 Wo.)US |             |
| 1968 | Colours A&M SP 4163          | US155 (7 Wo.)US |             |

Weitere Alben
- 1970: Run Wild, Run Free (A&M SP 4232)
- 1971: We’ve Only Just Begun (Barnaby/CBS Z 30377)
- 1972: Let's Spend the Night Together (Barnaby/MGM BR-15001)
- 1975: The Little Prince (Warner Brothers, Hörspiel mit Hintergrundmusik)
- 1993: Sugar Me (Vivid M131538, japanische Veröffentlichung mit zuvor unveröffentlichten Singles)
- 1998: A&M Digitally Remastered Best (A&M/Polydor POCM-1573, japanische Veröffentlichung)
- 2000: The Very Best of Claudine Longet (Varèse Vintage 302 066 118 2, Kompilation)
- 2003: Cuddle Up With Claudine Longet (Munster 002, spanische Veröffentlichung)
- 2003: The Party (Original Soundtrack) (BMG France RCA Victor Gold Series 82876524862, französische Wiederveröffentlichung des Soundtrackes, mit der Single von Claudine „Nothing to Lose“)
- 2005: Hello Hello: The Best of Claudine Longet (Rev-Ola CR REV 119, britische Veröffentlichung)

### Singles
| Jahr | Titel Album                                  | Höchstplatzierung, Gesamtwochen, AuszeichnungChartsChartplatzierungen (Jahr, Titel, Album, Platzierungen, Wochen, Auszeichnungen, Anmerkungen) | Anmerkungen |
| Jahr | Titel Album                                  | US | Anmerkungen |
| ---- | -------------------------------------------- | --- | ----------- |
| 1966 | Meditation (Meditacao) Claudine              | US98 (2 Wo.)US |             |
| 1967 | Hello, Hello Claudine                        | US91 (1 Wo.)US |             |
| 1967 | Good Day Sunshine The Look of Love           | US100 (2 Wo.)US |             |
| 1968 | Love is Blue (L’Amour Est Bleu) Love is Blue | US71 (9 Wo.)US |             |

## Filmografie
- 1963: McHale’s Navy (Fernsehserie, zwei Folgen)
- 1963: Dr. Kildare (Fernsehserie, eine Folge)
- 1964: Unternehmen Pferdeschwanz (McHale's Navy)
- 1964: Stunde der Entscheidung (Kraft Suspense Theatre, Fernsehserie, eine Folge)
- 1964, 1967: Combat! (Fernsehserie, zwei Folgen)
- 1965: Mr. Novak (Fernsehserie, eine Folge)
- 1965–1966: 12 O’Clock High (Fernsehserie, zwei Folgen)
- 1966: Ein Käfig voller Helden (Hogan’s Heroes, Fernsehserie, eine Folge)
- 1966–1967: The Rat Patrol (Fernsehserie, zwei Folgen)
- 1966–1967: Wettlauf mit dem Tod (Run for Your Life, Fernsehserie, zwei Folgen)
- 1968: Der Partyschreck (The Party)
- 1968: Massacre Harbor
- 1968: The Name of the Game (Fernsehserie, eine Folge)
- 1969: FBI (The F.B.I., Fernsehserie, eine Folge)
- 1969: The Bold Ones: The Lawyers (Fernsehserie, eine Folge)
- 1970: Love, American Style (Fernsehserie, eine Folge)
- 1971: Alias Smith und Jones (Alias Smith and Jones, Fernsehserie, eine Folge)
- 1971: How to Steal an Airplane (Fernsehfilm)
- 1973: Die Straßen von San Francisco (The Streets of San Francisco, Fernsehserie, eine Folge)
- 1975: The Legendary Curse of the Hope Diamond (Fernsehfilm)